# Erekruis voor Kunst en Wetenschap (Saksen-Coburg en Gotha)
Het Erekruis voor Kunst en Wetenschap (Duits: Ehrenkreuz für Kunst und Wissenschaft en ook het Kreuz für Kunst und Wissenschaft ) waren onderscheidingen van het Duitse hertogdom Saksen-Coburg en Gotha. De kleine Ernestijnse hertogdommen Saksen-Meiningen en Saksen-Coburg hadden ieder een orde van Verdienste voor Kunst en Wetenschap, die alleen door het medaillon en het portret van de vorst van elkaar verschilden. Saksen-Weimar bezat een ovale Medaille van Verdienste voor Kunst en Wetenschap.
Het oorspronkelijke Kruis voor Kunst en Wetenschap werd in 1860 door Ernst I van Saksen-Coburg en Gotha ingesteld en tot 1905 uitgereikt aan kunstenaars en wetenschappers. Onder de opeenvolgende hertogen werden verschillende kruisen en daaraan verbonden medailles vervaardigd waarbij de vosten zich op de voorzijde lieten afbeelden.
De Saksisch-Coburgse onderscheidingen werden in 1905 door Carl Eduard herzien. De opdracht ging naar de Duitse medailleur M. von Kawaczynski. Op 2 februari 1907 kwamen er naast het Erekruis een gouden en een zilveren medaille voor Kunst en Wetenschap. Voor bijzondere verdienste werd een kroon ingesteld die als verhoging boven de medaille werd aangebracht.De 7 millimeter hoge kroon werd in dat geval aan de medaille gesoldeerd.
In 1907 werd het Kruis van Verdienste door hertog Karel Eduard vervangen door het Erekruis voor Kunst en Wetenschap.
Er waren elf graden
- Erekruis voor Kunst en Wetenschap
- Kruis voor Kunst en Wetenschap
- Kruis voor Kunst en Wetenschap met Kroon
- Gouden Medaille
- Zilveren Medaille
- Gouden Medaille met Kroon
- Zilveren Medaille met Kroon
- Zilveren Medaille met Lauwerkrans
- Gouden Medaille met Lauwerkrans
- Gouden Medaille met Lauwerkrans en datumgesp "1918"
- Gouden Medaille met Lauwerkrans en Kroon

In de armen van het kruis is een groen geëmailleerde Krans van Wijnruit, symbool van het regerende Huis Wettin afgebeeld. Het Erekruis werd aan een lint om de hals gedragen.
Anders dan in het naburige Saksen-Meiningen was het Erekruis van Verdienste voor Kunst en Wetenschap formeel geen ridderorde. De kruisen leken wel sterk op elkaar en de zilveren medaille die in Saksen-Meiningen de IIe Graad van de Orde van Verdienste voor Kunst en Wetenschap was is in Saksen-Coburg en Gotha een aan het kruis verbonden medaille. Deze medailles waren van 1837 tot 1858 van zilver, van 1858 tot 1893 van goud of zilver en van 1895 tot 1898 van verguld zilver.

## De medaille
Behalve een Erekruis en een Kruis waren er medailles voor verdienstelijke kunstenaars en wetenschappers. Het rondschrift rond het hertogelijk portret op de medailles was CARL EDUARD HERZOG V. SACHSEN COBURG U. GOTHA.
De medaille werd op de linkerborst gedragen. De medailles van Ernst I aan een ring en de medailles van Alfred en Karel Eduard aan de voor Saksen-Coburg-Gotha typische beugel boven de medaille. Bij de medailles met lauwerkrans is de krans onderbroken zodat het lint daardoor kan worden gehaald. Bij de medailles met kroon bevindt zich achter de muurkroon een beugel. De medailles werden bij Chr. Lauer in Neurenberg geslagen.
Op de voorzijde is de medaille als "M.v.Kawaczynski" gesigneerd. Na 10 maart 1911 werden medailles met een 4 millimeter brede lauwerkrans geslagen. De keerzijde kreeg een nieuw ontwerp met een zeshoek waarin de opdracht " – FUER – KUNST - UND - WISSENSCHAFT -" stond. Bij deze medailles heeft de munt van L.Chr.Lauer de voorzijde gesigneerd.
Voorzijde portret van Carl Eduard in uniform en mantel met het rondschrift – CARL – ° – EDUARD – ° - HERZOG – ° – V – ° – SACHSEN – ° – COBURG – ° – U – ° – GOTHA -
Keerzijde Binnen een achthoekige parelrand FUER – KUNST - UND - WISSENSCHAFT -